# Готика

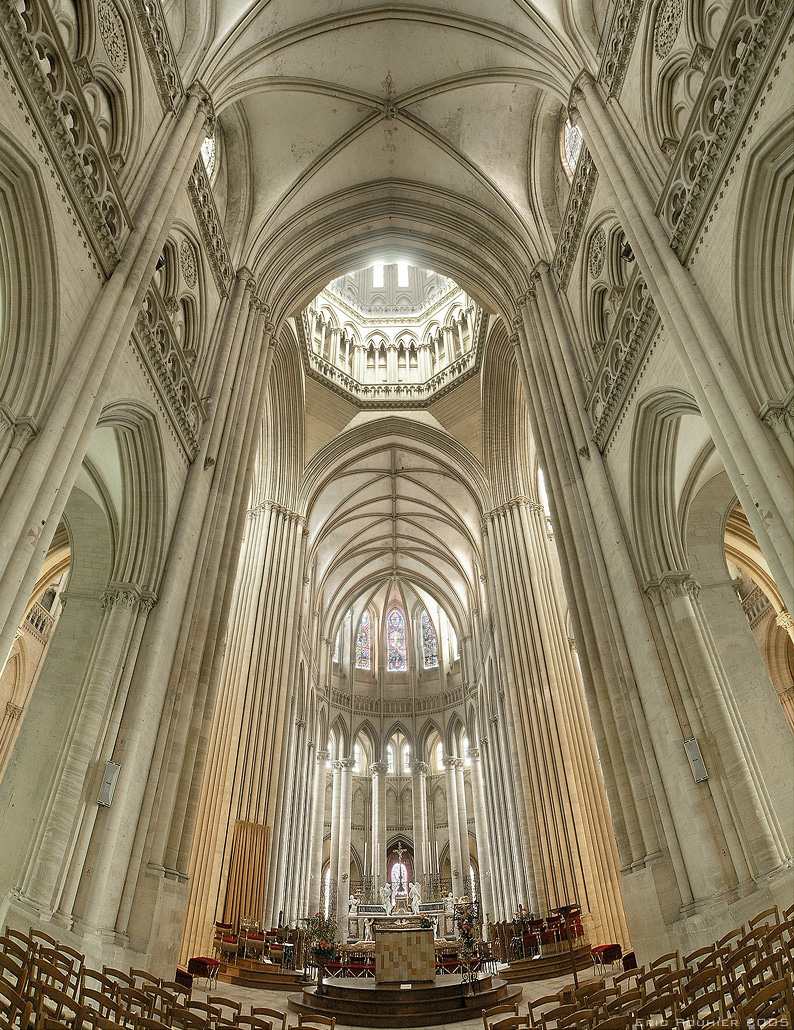
Кафедральный собор Нотр-Дам в Кутансе, Франция. XIII в. Интерьер

Го́тика (от итал. gotico) — период в развитии средневекового искусства на территории Западной, Центральной и отчасти Северной и Восточной Европы с XI — XII по XV—XVI века. Готика пришла на смену романскому периоду, постепенно вытесняя его. В различных концепциях истории искусства готику интерпретируют и как исторический тип искусства и как исторический художественный стиль. В настоящее время приняты обе концепции.
Готический стиль зародился во Франции, распространившись впоследствии по всей Западной Европе. Наиболее яркое выражение и основные черты этого стиля — изящество, устремлённость ввысь, богатое декоративное убранство — получили в архитектуре больших кафедральных соборов, хотя в эпоху готики возводили и разнообразные светские постройки. Долгое время готическим именовали всё средневековое искусство и только к концу XIX в. — его поздний период, отличающийся яркостью оригинального художественного стиля. Готика — венец Средневековья, это яркие краски, сияние витражей, экспрессия, взлетающие в небо колючие иглы шпилей, симфония камня, света и стекла... Готический стиль характеризует заключительную стадию развития средневекового искусства, в первую очередь архитектуры, стран Западной Европы. Основным стимулом формирования нового искусства стало уникальное соединение христианского мировоззрения, традиций античной культуры, прежде всего архитектуры Рима, латинской письменности, романо-кельтских художественных ремёсел. Развитию готического стиля способствовал стремительный рост европейских городов и торговли.

## Происхождение термина

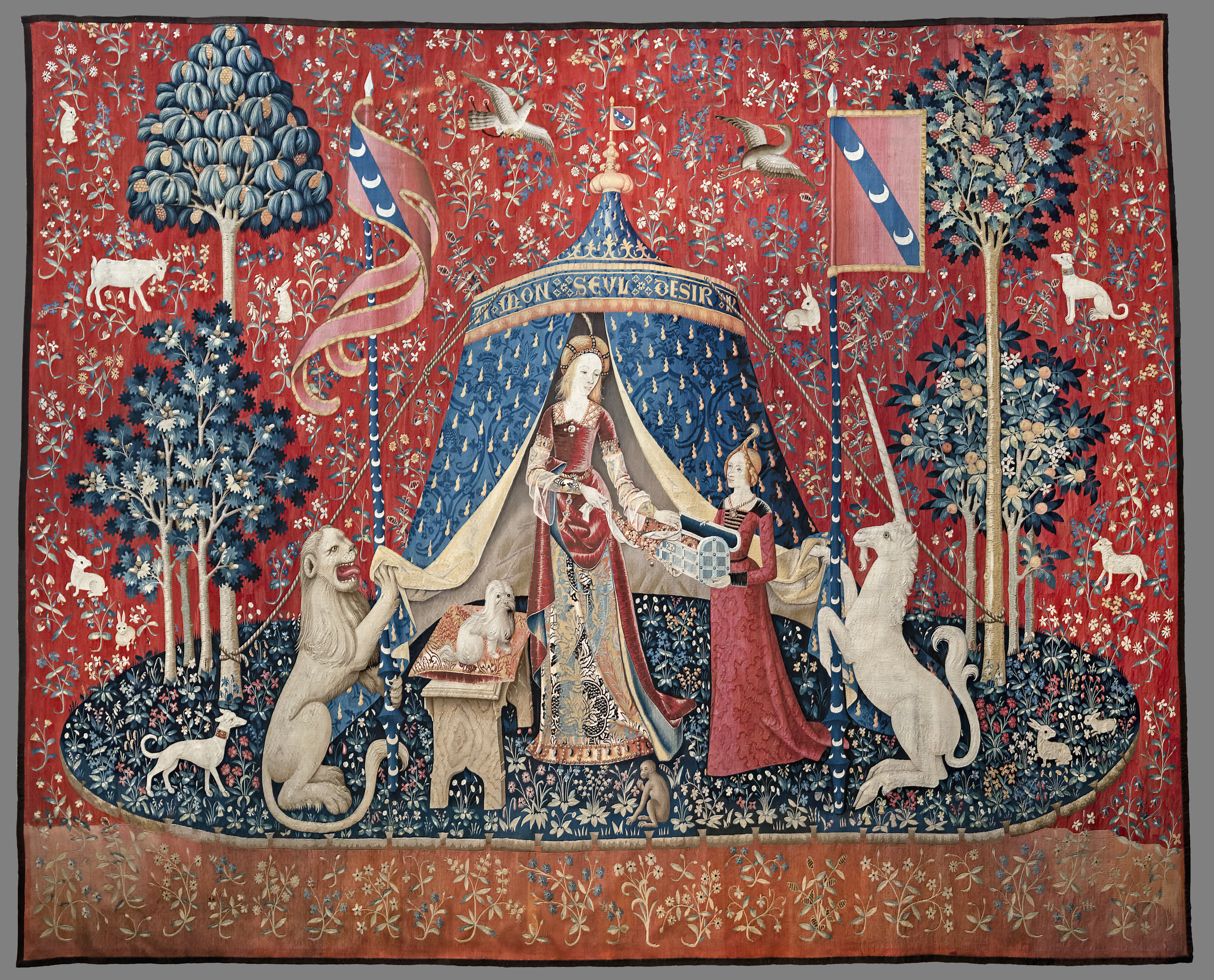
Шпалера из серии «Дама с единорогом». Между 1484 и 1500. Музей средневекового искусства Клюни, Париж

Термин «готика» происходит от итал. gotico — непривычный, варварский (Goten — варвары; к историческим готам этот стиль отношения не имеет) — и сначала имел негативный смысл. Готами древние римляне называли варварские племена, вторгавшиеся с севера в пределы империи в III—V веках. Термин «готика» появился в эпоху итальянского Возрождения как насмешливое прозвание «варварской», примитивной, уходящей в прошлое средневековой культуры. Вначале (ок. 1476 г.) его применяли к литературе — для обозначения неправильной, искажённой латыни. Средневековую архитектуру тогда называли итальянским словом «tedesca» (немецкая). Есть предположение, что слово «готика» около 1520 года впервые употребил итальянский живописец Рафаэль в докладе папе римскому Льву X о ходе строительства собора Св. Петра.
Джорджо Вазари в книге «Жизнеописания наиболее знаменитых живописцев, ваятелей и зодчих» (1550) использовал слово «готический» в качестве синонима «варварской архитектуры», противопоставляя её «римской». Вазари писал, что падение Римской империи повлекло за собой период забвения «истинно прекрасного», отмеченный господством «истощённой и устаревшей греческой манеры» (maniera greca) и «испорченной» готической.
Готика охватывает практически все произведения изобразительного искусства данного периода: скульптуру, живопись, книжную миниатюру, витраж, фреску и многие другие. В устаревшем понимании — готическое искусство исключительно культовое по назначению и религиозное по тематике. Оно обращалось к высшим божественным силам, вечности, христианскому мировоззрению. Однако эпоха готики это также время становления и развития утончённой рыцарской и светской куртуазной культуры: поэзии, музыки, оформления дворцовых интерьеров, искусства костюма и ювелирных украшений. Выделяются ранняя, зрелая и поздняя: интернациональная готика и пламенеющая готика.
Готика зародилась в середине XII века на севере Франции, в XIII веке она распространилась на территорию современных Германии, Австрии, Чехии, Испании, Англии. В Италию готика проникла позднее, с большим трудом и сильной трансформацией, привёдшей к появлению «итальянской готики». В конце XIV века Европу охватила так называемая интернациональная готика. В страны Восточной Европы готика проникла позднее и продержалась там чуть дольше — вплоть до XVI века.
К зданиям и произведениям искусства, содержащим в себе характерные готические элементы, но созданным в период эклектики (середина XIX века) и позднее, применяется термин «неоготика».
В начале XIX века термин «готический роман» стал обозначать литературный жанр эпохи романтизма — литературу тайн и ужасов (действие таких произведений часто разворачивалось в «готических» замках или монастырях). В 1980-е годы термин «готика» начал применяться для обозначения возникшего в это время музыкального жанра («готик-рок»), а затем и сформировавшейся вокруг него субкультуры («готическая субкультура»), и ещё одного музыкального жанра («готик-метал»).

## Архитектура

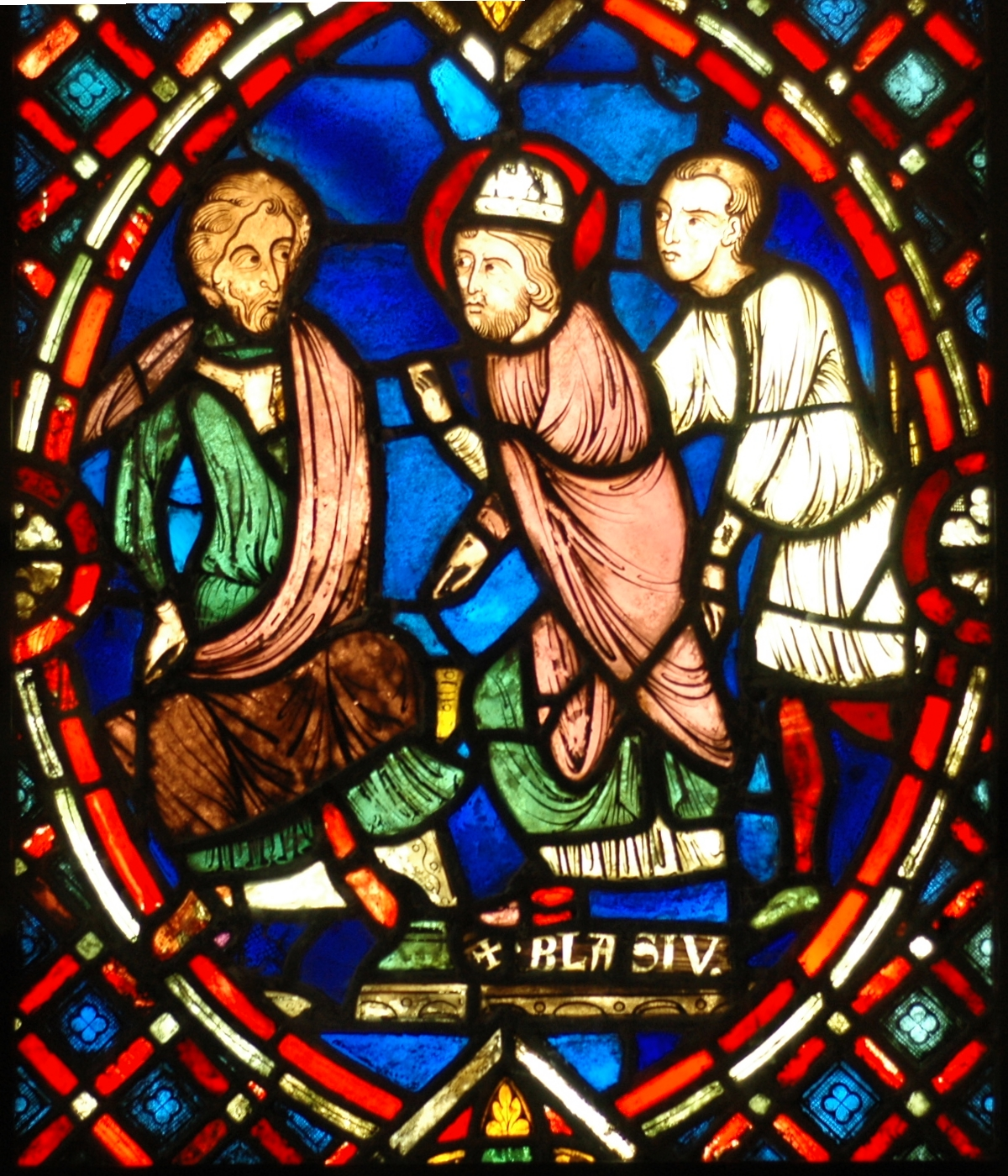
Фрагмент витражного окна

Готический стиль, в основном, проявился в архитектуре храмов, соборов, церквей, монастырей. Развивался на основе романской, точнее говоря — бургундской архитектуры. В отличие от романского стиля, с его круглыми арками, массивными стенами и маленькими окнами, для готики характерны арки с заострённым верхом, узкие и высокие башни и колонны, богато украшенный фасад с резными деталями (вимперги, тимпаны, архивольты) и многоцветные витражные стрельчатые окна. Все элементы стиля подчёркивают вертикаль. В готических зданиях больше света и воздуха. С величественной архитектурой лучше сочетаются большие мозаичные окна, представляющие сюжеты из Св. Писания, из жизни святых и прочее.
Церковь монастыря Сен-Дени, созданная по проекту аббата Сугерия, считается первым готическим архитектурным сооружением. При её постройке были убраны многие опоры и внутренние стены, и церковь приобрела более грациозный облик по сравнению с романскими «крепостями Бога». В качестве образца в большинстве случаев принимали капеллу Сент-Шапель в Париже.
Из Иль-де-Франс (Франция) готический архитектурный стиль распространился в Западную, Среднюю и Южную Европу — в Германию, Англию, Испанию и т. д. В Италии он господствовал недолго и, как «варварский стиль», быстро уступил место Ренессансу; а поскольку он пришёл сюда из Германии, то до сих пор называется «stile tedesco» — немецкий стиль.
В готической архитектуре выделяют 3 этапа развития: ранний, зрелый (высокая готика) и поздний (пламенеющая готика, вариантами которой были также стили мануэлино (в Португалии) и исабелино (в Кастилии).
С приходом в начале XVI века Ренессанса севернее и западнее Альп, готический стиль утратил своё значение.
Почти вся архитектура готических соборов обусловлена одним главным изобретением того времени — новой каркасной конструкцией, что и делает эти соборы легко узнаваемыми.

### Символика готического храма
В XII веке аббат Сугерий, служивший в первом готическом соборе Сен-Дени в Иль-де-Франс, написал трактат «Об освящении церкви Сен-Дени», где описал символичность всех элементов архитектуры готического собора. По Сугерию храм — это корабль, символизирующий Вселенную. Вытянутый интерьер храма — неф (nef, от фр. navis — «корабль»). Эта Вселенная делится поясом витражей в верхней части храма, и массивом стен в нижней, на горний (небесный) и дольний (земной) мир, соответственно.
Стены храма, как обители Божьей, дематериализуются рельефным и скульптурным ажуром. Такой конструктивный элемент как арка символизирует разрыв круговорота времени, ведь в целом образ готического храма также несёт смысловую нагрузку о быстротечности и конечности времени (в то время народ Средневековья находился в преддверии скорого конца света).
Готическая роза символизирует колесо Фортуны и выражает цикличность времени. В уникальных готических витражах в окне-розе можно разглядеть сцены, отсылающие к круговороту времени. Свет, который проникает через яркие витражные стёкла, обозначает Божественный свет, Божественное провидение (см. Фаворский свет). Созерцая витражи, человек отстраняется от материального, телесного, человеческого мира и «попадает» в имманентный, духовный, Божественный мир.

### Система аркбутанов и контрфорсов

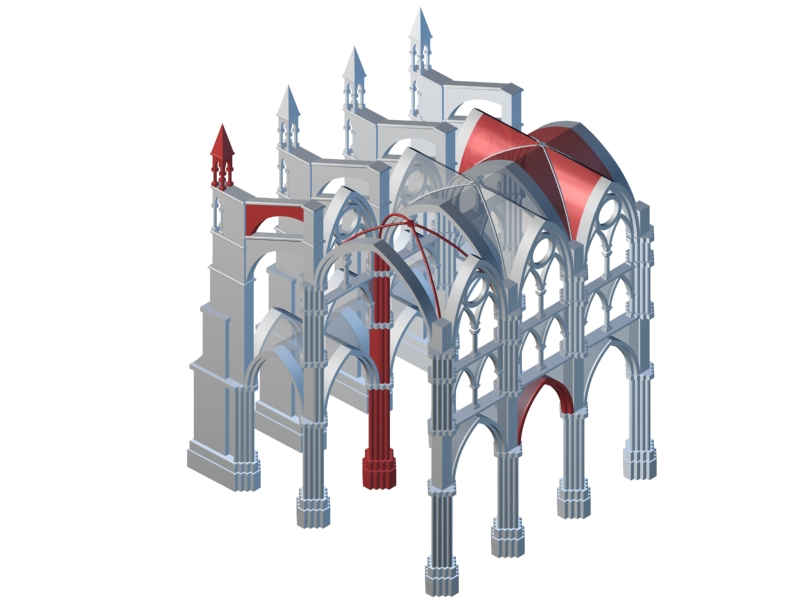
Готический храм. Схема

Романские базилики были удобны для проведения службы, поскольку внимание входящих, их продвижение вдоль нефа естественным образом обращалось к алтарю. Нефы перекрывали двускатной крышей либо тяжелыми каменными сводами, и нагрузку такого перекрытия несли стены — их приходилось делать массивными, с маленькими окнами. Увеличить пространство, расширить такое здание не представлялось возможным. В одном случае строителей ограничивала длина бревен деревянного перекрытия; в другом — боковой распор каменных сводов, «разваливающий» стены. Византийские зодчие, используя римский купол, в рамках разработанной ими крестово-купольной схемы «гасили» боковой распор четырёх угловых устоев подкупольного пространства связанной системой парусов и малых куполов. Совершенное решение этой задачи мы находим в храме Св. Софии в Константинополе. В удлиненной базилике из-за асимметрии плана аналогичную задачу решить сложнее. Стремясь увеличить внутреннее пространство храма, строители стали применять крестовые своды, получаемые пересечением двух полуцилиндров под прямым углом. Такая конструкция более совершенна, она переносит тяжесть перекрытия со всей плоскости стены на угловые опоры. Но вес каменных сводов слишком велик: в отдельных случаях их толщина доходила до двух метров. Это создавало сильный боковой распор. Большое пространство перекрыть таким способом невозможно.
В поисках облегчения сводов строители стали усиливать каркасные арки, образующиеся на пересечениях крестовых сводов, а заполнение делать более тонким. Каркасные ребра называли нервюрами. Нервюры связывали между собой опоры квадратных в плане пролетов нефа. Постепенно сложилась так называемая связанная система: на каждый квадрат широкого главного нефа, или травеи (travée с фр. — «пролёт, ряд»), приходилось по два меньших, боковых. Эта система обеспечивала бо́льшую прочность и особый ритм внутреннего пространства храма, расчленяемого чередующимся шагом центральных и боковых столпов и аркад.
Облегчение стен, перенос тяжести сводов на внутренние опоры привели к появлению переходного романо-готического стиля. Но вместе с новой конструкцией появились и новые сложности. Каркас нервюрного свода состоял из двух диагонально пересекающихся арок и четырёх боковых — «щёковых». При традиционной полуциркульной форме щёковые арки оказывались значительно ниже диагональных, из-за чего приходилось выкладывать из камня сложные распалубки. Согласовать высоту арок между собой проще всего было, придав им вместо полукруглой заостренную, стрельчатую форму. Тогда же строители обнаружили, что чем выше и заостреннее арка, тем она создает меньший боковой распор на стены и опоры.
Высокие стрельчатые арки, ребристые своды и каркасная система позволяли перекрывать огромные пространства, увеличивать высоту кафедральных соборов, собирать под его сводами множество людей. Усиливающийся боковой распор при увеличении высоты здания удавалось компенсировать системой наружных опорных столбов — контрфорсов, связанных с пятами сводов наклонными арками, получившими название аркбутанов.
Контрфорсы в виде утолщений наружных стен или ступенчатых «подпорных» столбов можно видеть в византийских и романских постройках. Но в композиции готических соборов контрфорсы отодвигаются от стены, выстраиваются рядами, в том числе и на кровле более низких боковых нефов, а мощно перекинутые аркбутаны, из-за различия высоты центрального и боковых нефов, создают оригинальную ажурную, но необычайно прочную конструкцию, напоминающую издали фантастический лес. Для большей надежности столбы-контрфорсы нагружали каменными башенками — пинаклями; кажущиеся изысканными украшениями, они на самом деле своим весом придавливают контрфорсы к земле.
Для французской готики канонической стала конструкция каркасного свода, состоящая из двух полуциркульных диагональных арок — они назывались ожива — и четырёх стрельчатых «щёковых» арок. Сама по себе стрельчатая арка была известна ещё в Месопотамии, её свойствами пользовались византийцы и арабы в VIII—IX вв. С XI в. её применяли в Сирии и Армении. Но только в готическом стиле сложилась целостная и гибкая конструктивная система. «Прогресс, отмечающий эпоху готики, — писал О. Шуази, — выразится главным образом в окончательном и последовательном решении двойственной задачи: выкладки крестовых сводов и достижения их устойчивости. Готическая архитектура одолеет трудности выкладки применением нервюрных сводов, а проблему устойчивости решит введением аркбутанов… История готической архитектуры — это история нервюры и аркбутана».
Освобождение стен от нагрузки позволяло прорезать их огромными окнами — это стимулировало искусство витража. Интерьер храма становился высоким и светлым. Так, техническая необходимость привела к созданию новой конструкции, а та, в свою очередь, — оригинального художественного образа. Рождение готического стиля — яркий пример художественного преображения утилитарности, превращения конструкции в композицию. Этот феномен иллюстрирует главную закономерность процесса формообразования и стилеобразования в искусстве. Формы архитектуры, прочные сами по себе, стали выражать не прочность и устойчивость, а идею устремленности ввысь, к небу — содержание, противоположное функциональному смыслу строительной конструкции.
Возможный пролёт свода определял ширину центрального нефа и, соответственно, вместимость собора, что было важным для того времени, когда собор являлся одним из главных центров городской жизни, наряду с ратушами.

### Наиболее известные архитектурные памятники

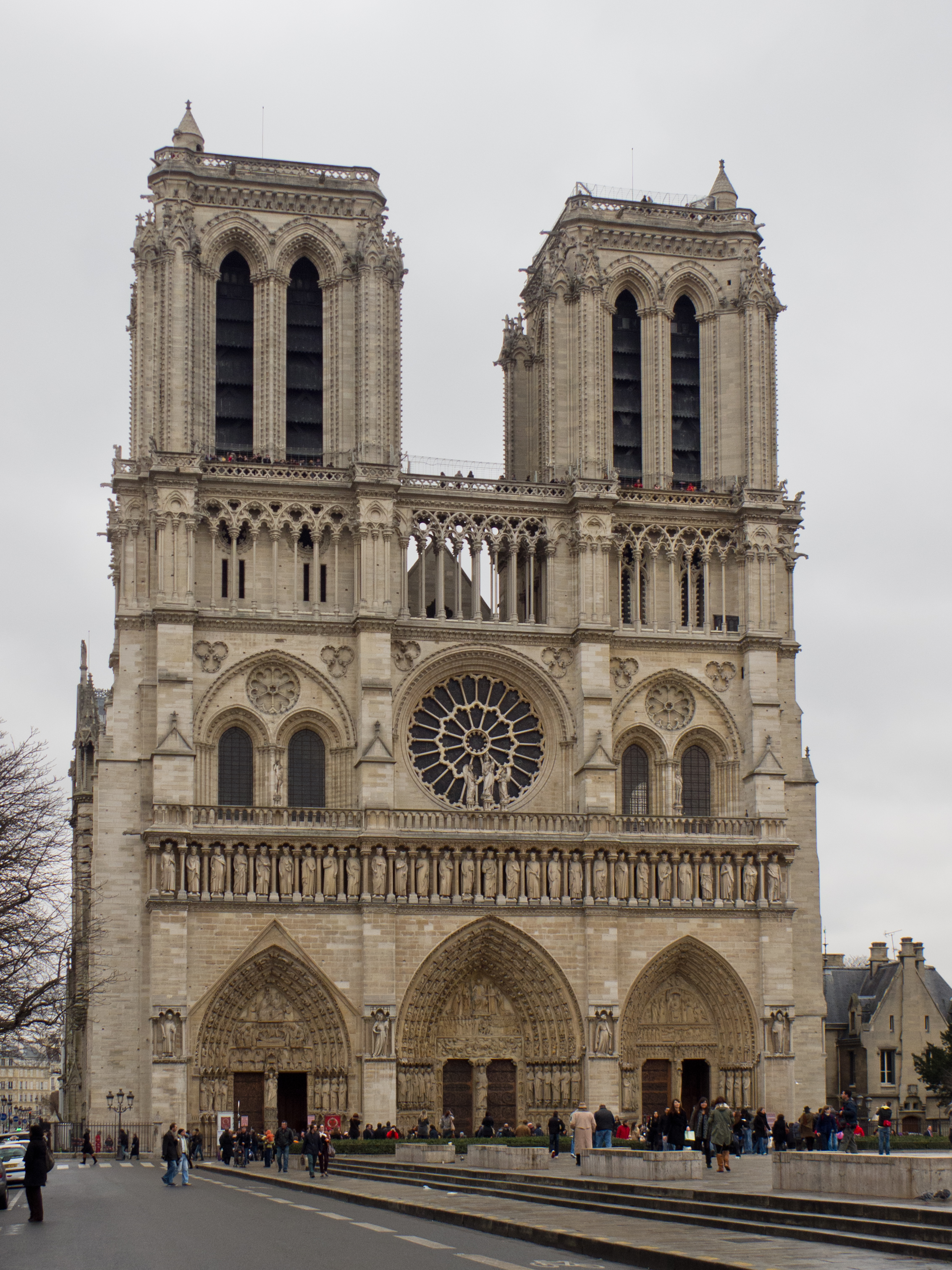
Собор Парижской Богоматери
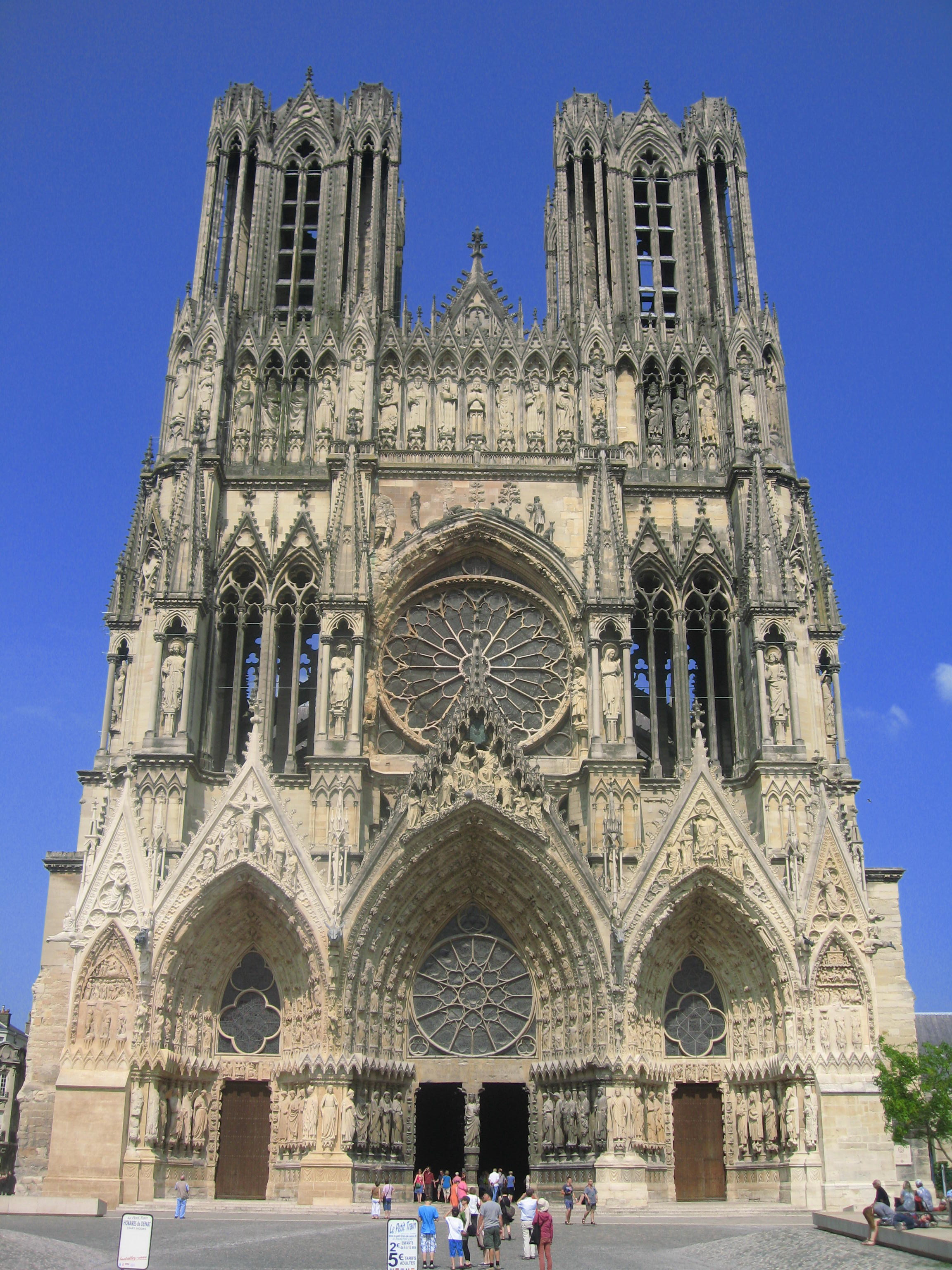
Реймсский собор, Франция
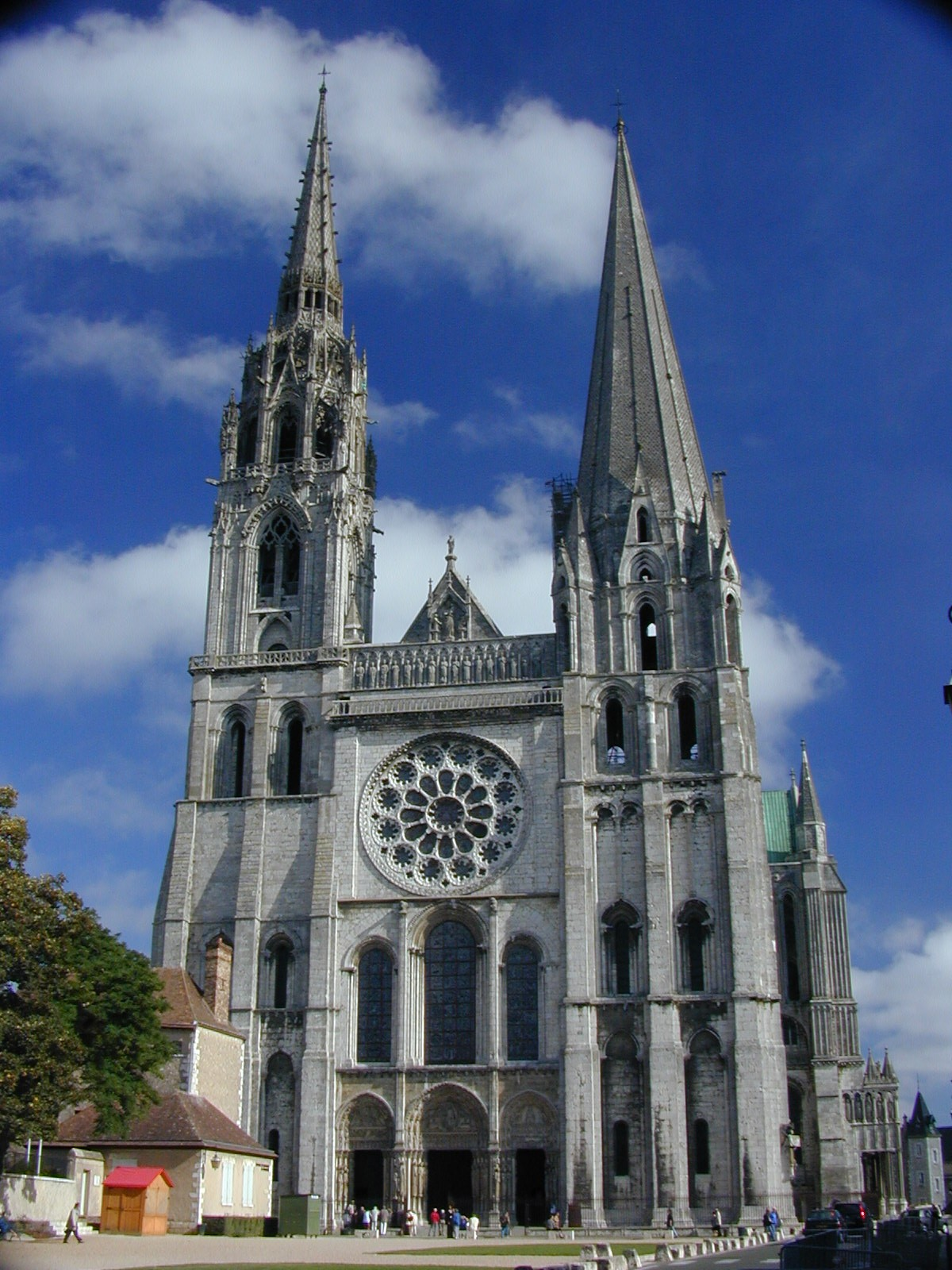
Шартрский собор, Франция
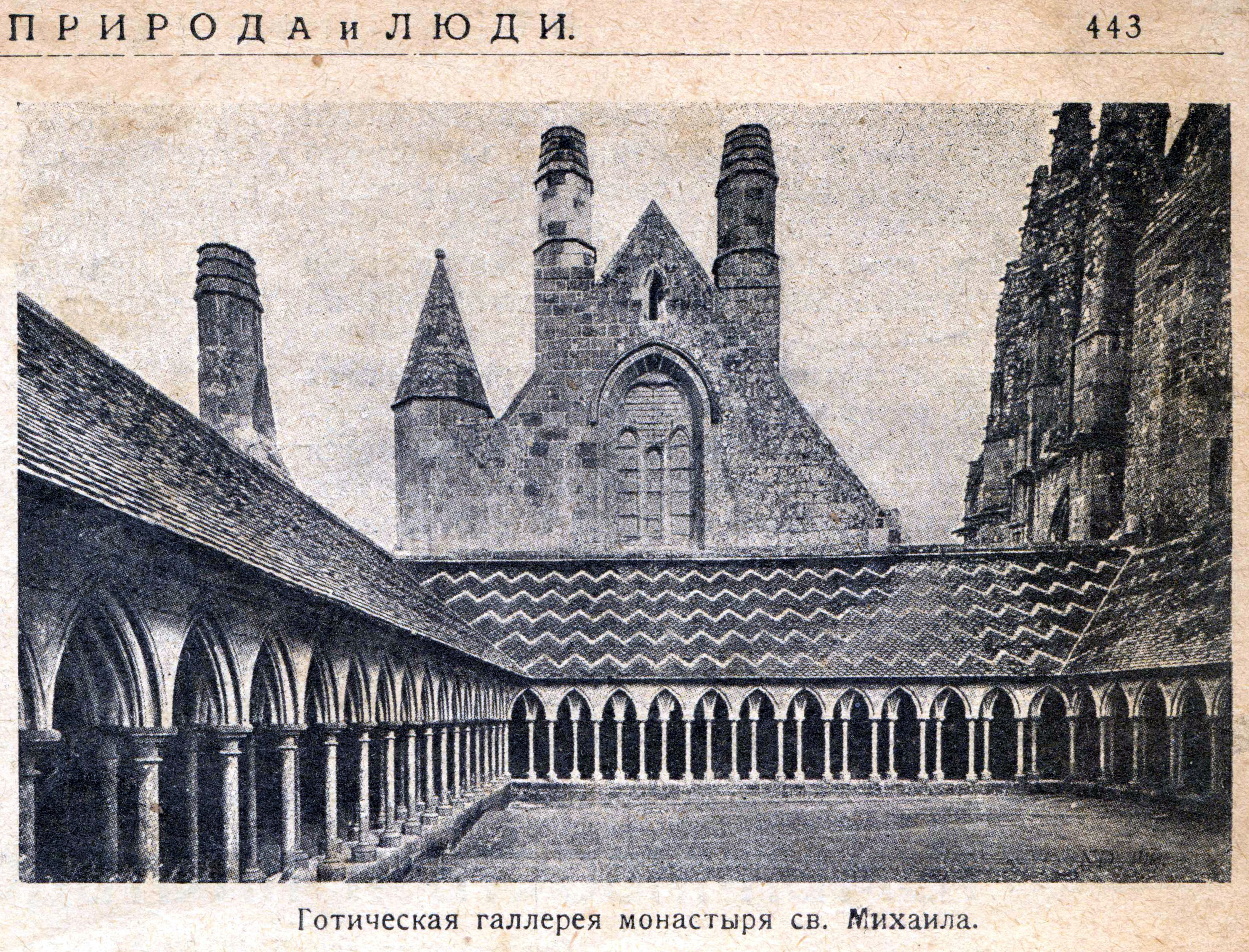
Готическая галерея монастыря Мон-Сен-Мишель, Франция
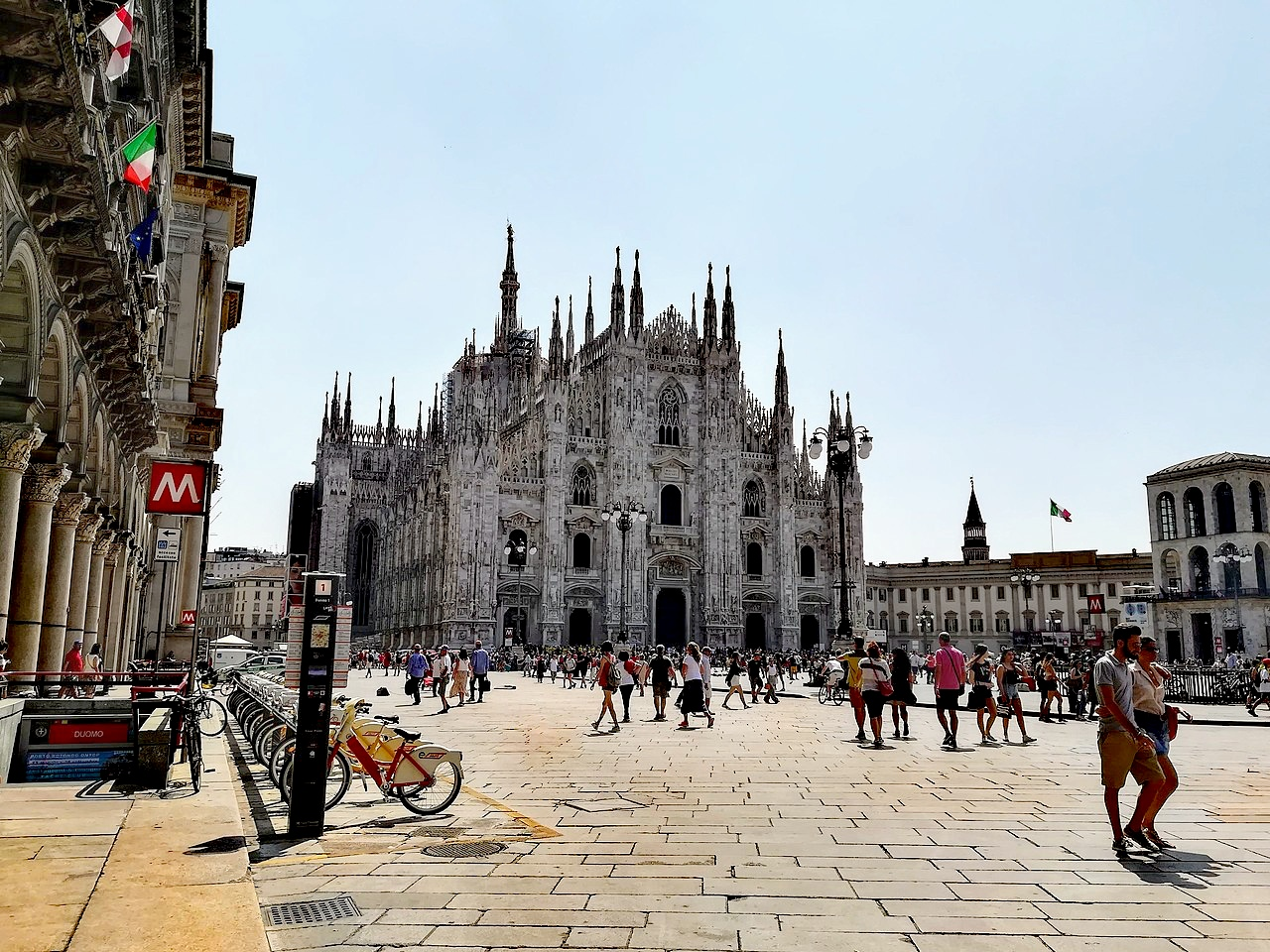
Миланский собор
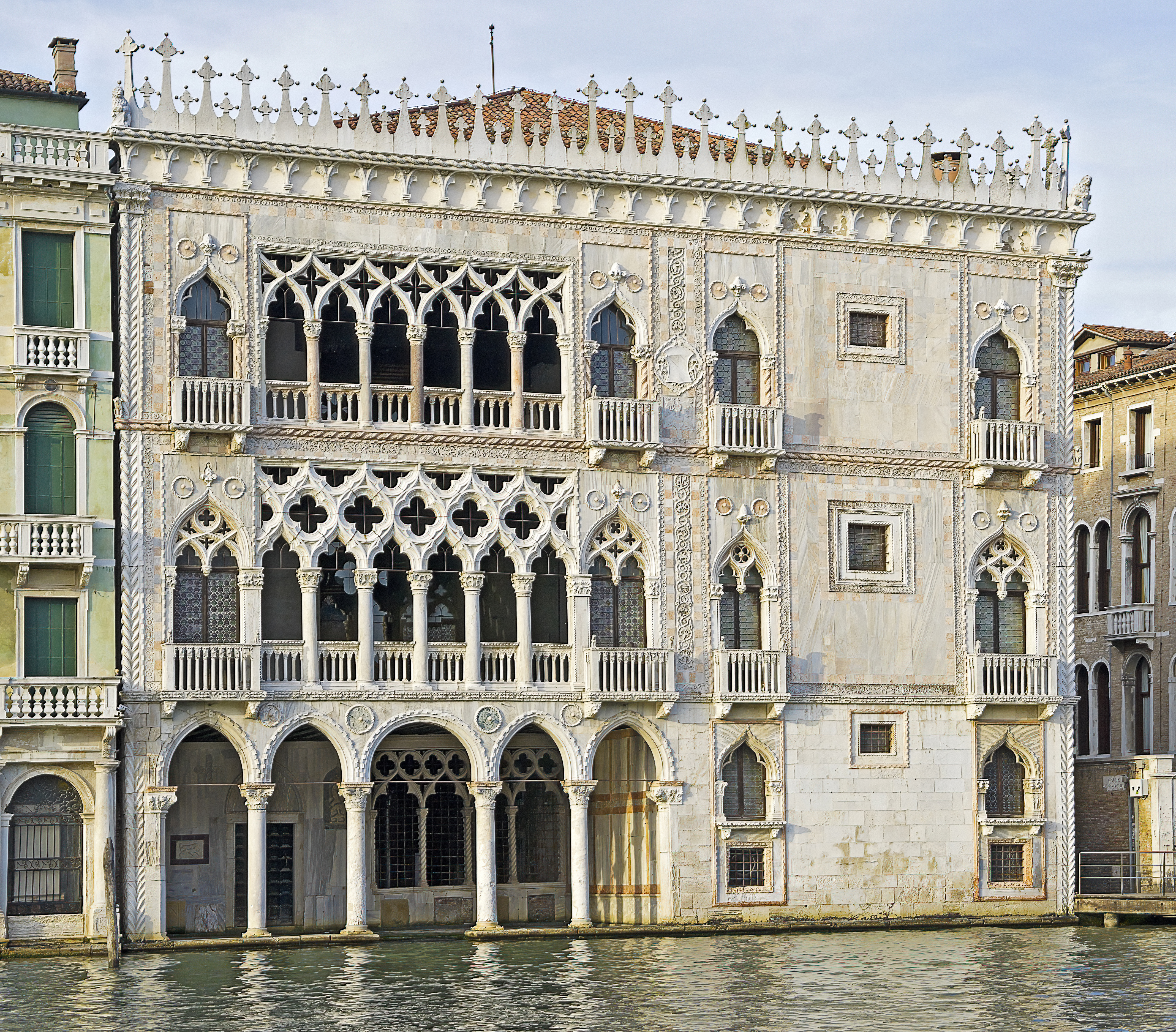
Ка-д’Оро, Венеция

#### Франция
- Собор в Шартре, XII—XIV вв.
- Собор в Реймсе, 1211—1330 гг., где короновались французские короли.
- Собор в Амьене, 1218—1268 гг.
- Собор Парижской Богоматери, 1163 г. — XIV в.
- Собор в Бурже, 1192—1390 гг.

#### Германия
- Кёльнский собор, 1248 г. — XIX в.
- Мюнстерский собор в Ульме, 1377—1543 гг.

#### Англия
- Собор в Кентербери XII—XIV вв., главный храм английского королевства
- Собор Вестминстерского аббатства XII—XIV вв. в Лондоне
- Собор в Солсбери 1220—1266 гг.
- Собор в Эксетере 1050 г.
- Собор в Линкольне к. XI в.
- Собор в Глостере XI—XIV вв.
- Часовня Королевского колледжа в Кембридже 1446—1515 гг.
- (Старый) собор Святого Павла в Лондоне 1001—1314 гг.

#### Чехия
- Готическая архитектура Праги
- Собор святого Вита (1344—1929 гг.)

#### Испания
- Санта-Мария-дель-Мар

#### Италия
В Италию готика пришла намного позже, только к XV веку и не получила такого же сильного развития как во Франции и Германии.
- Палаццо Дожей, (Palazzo Ducale) в Венеции был заложен ещё в IX веке как оборонительное сооружение, но несколько раз горел, вследствие чего, много раз перестраивался. Первоначальный квадратный план здания с большим внутренним двором остался почти без изменений, а нынешние фасады приобрели свой декор, напоминающий орнаменты мусульманских сооружений, к началу XV века. Первый сквозной этаж образуется лёгкой аркадой, на втором этаже подхватываемой ажурными колоннами с удвоенным шагом, на которых покоится огромный блок третьего этажа. На протяжении веков только это здание Венеции именовалось палаццо, все остальные дворцы носили скромное название Ca’ (сокращённый вариант от Casa, то есть просто дом). Здесь размещалась не только резиденция дожа, но также совет Республики, суд и даже тюрьма.
- Миланский собор, 1386 — XIX век изначально был задуман такого огромного размера (в нём помещается 40 тысяч человек), что с большими трудностями был частично завершён только к концу XVI века. Строительство началось в 1386 году, а в 1390 году было объявлено о сборе средств и посильной помощи среди миланцев для ускорения строительства собора. Первоначальный замысел предполагал кирпичную кладку, что можно увидеть и сейчас в северной сакристии собора, но в 1387 году герцог Висконти, желавший видеть собор великим символом своей власти, пригласил ломбардских, немецких и французских архитекторов и настоял на использовании мрамора. В 1418 году собор был освящён папой Мартином V, но оставался незаконченным до XIX века, пока при Наполеоне был не завершён фасад. Более пяти веков строился этот собор и, в результате, соединил многие черты архитектурных стилей, от барокко до неоготики.
- Ка д’Оро (итал. Ca' d’Oro — «Золотой дом») в Венеции. Расположенный на Большом Канале этот дворец претерпел множество изменений, а в интерьере осталось очень мало от готического дворца XV века.

### Интерьеры

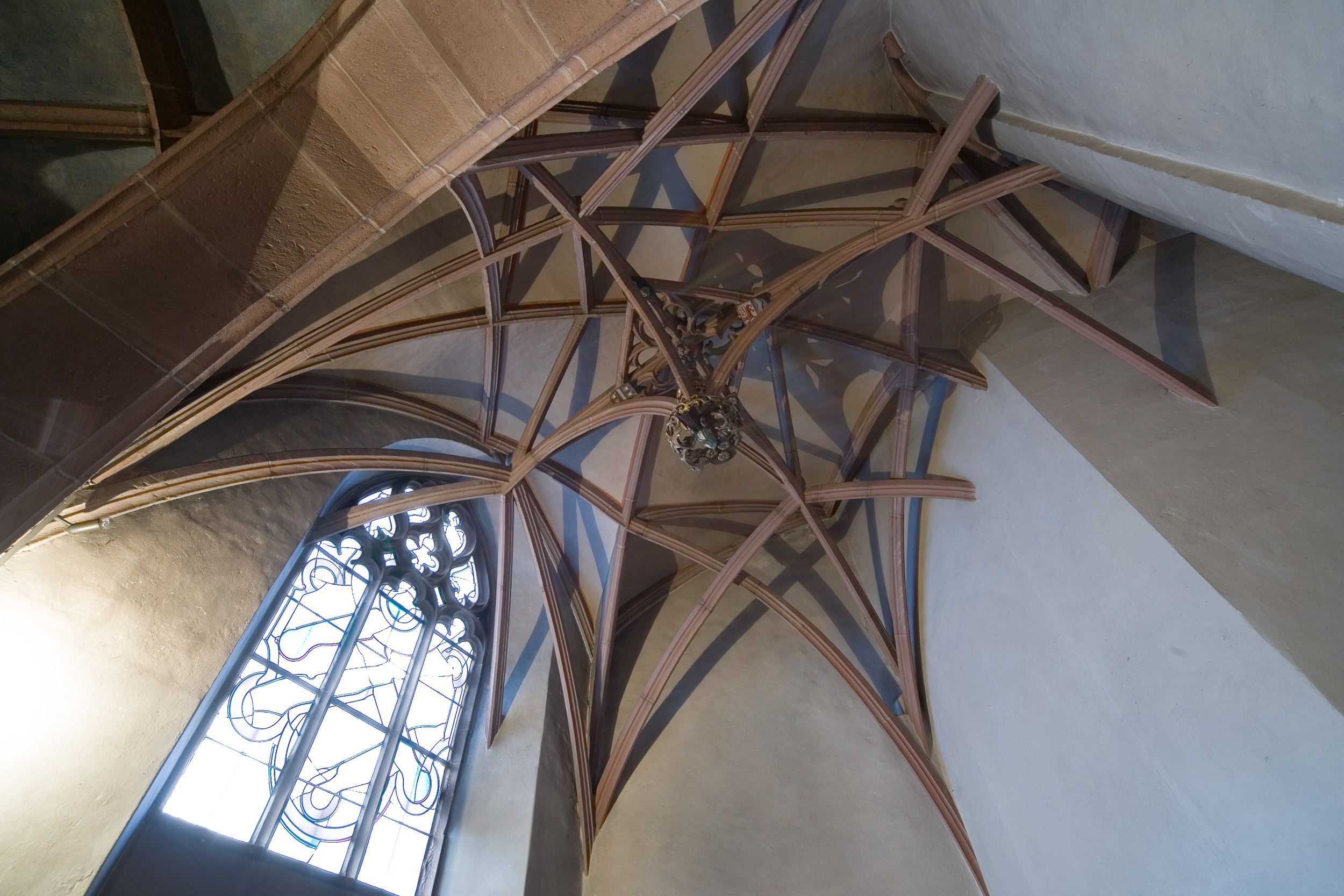
Франкфурт-на-Майне. Леонардкирхе
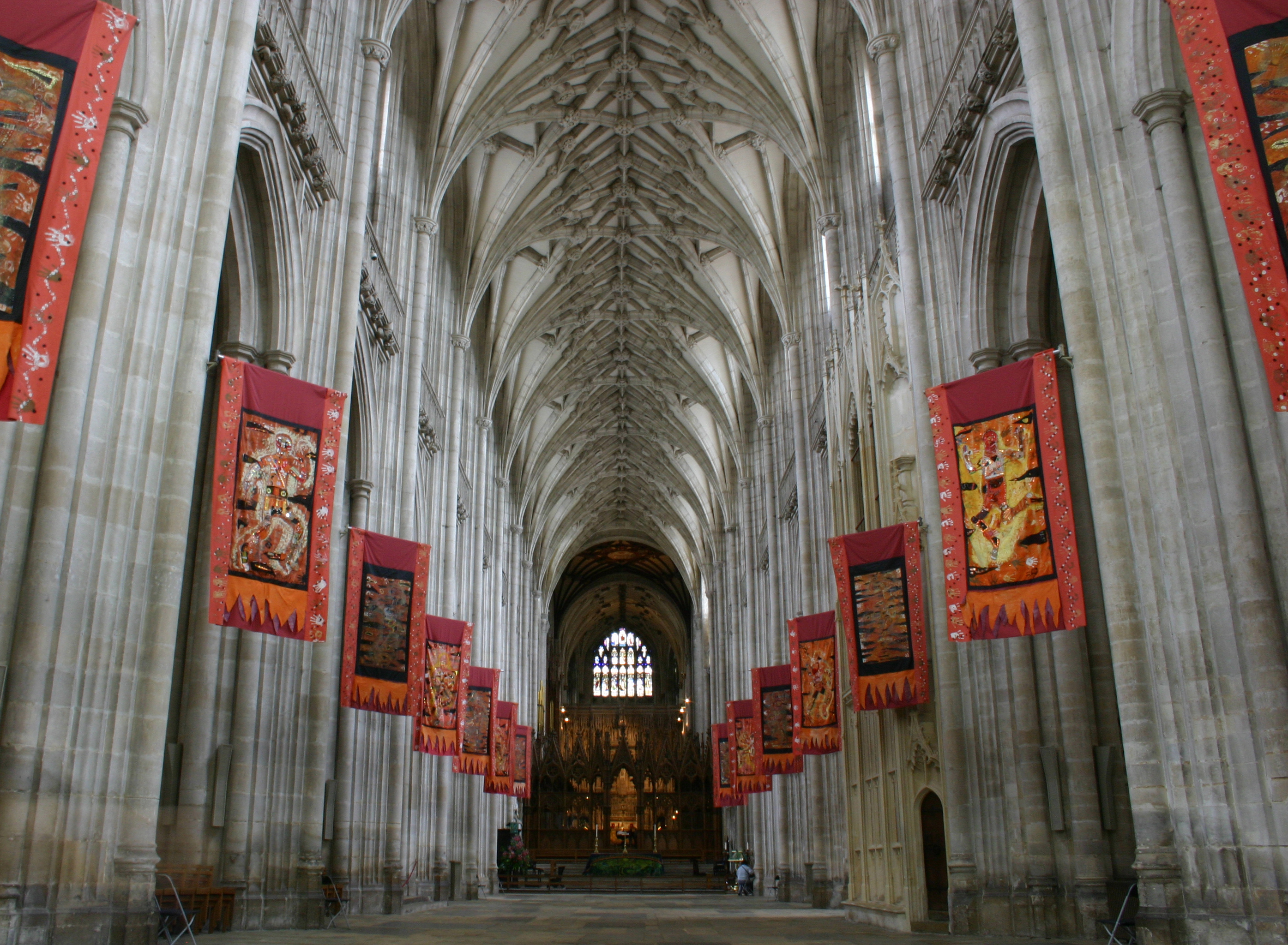
Интерьер Винчестерского собора

## Изобразительное искусство

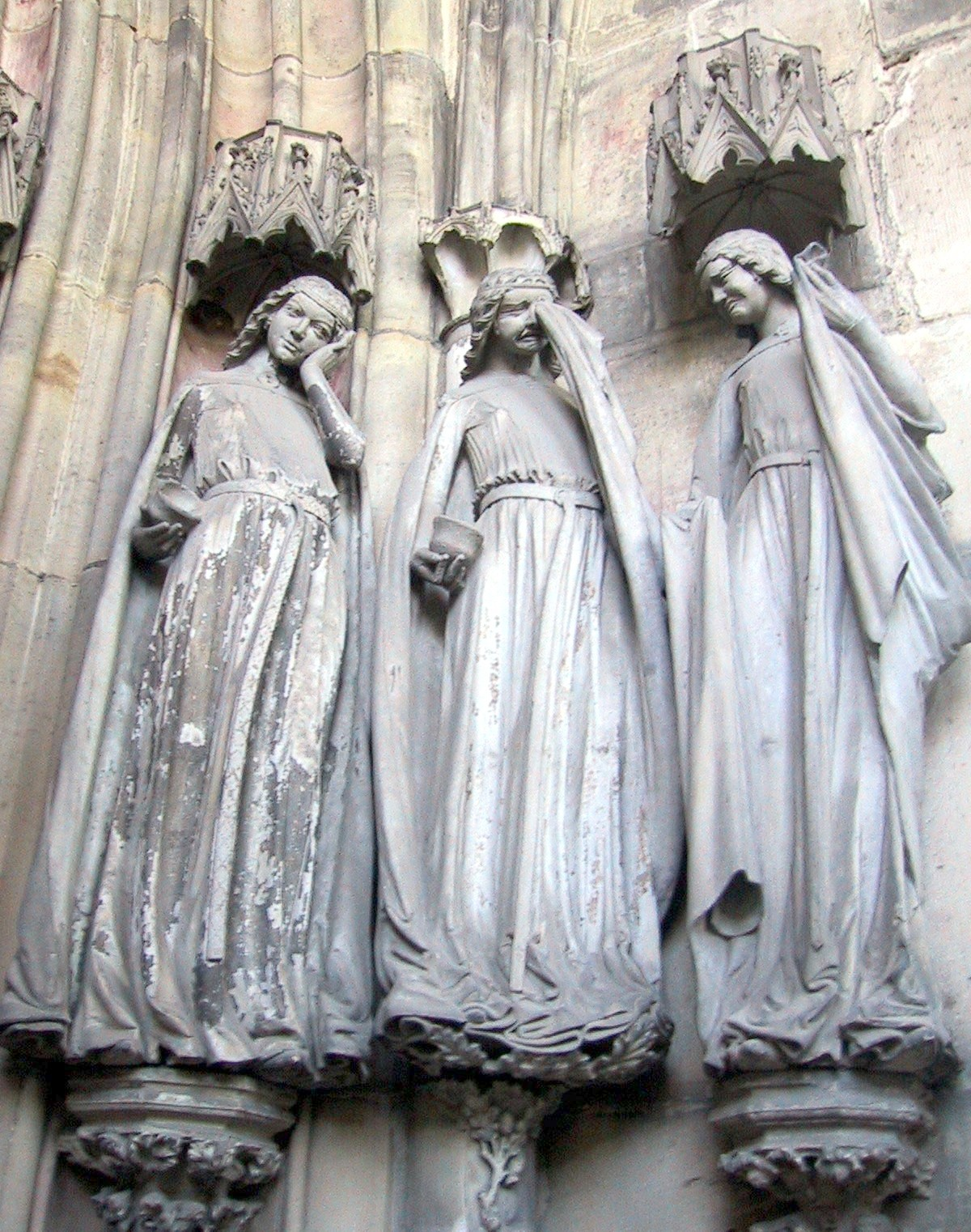
Скульптуры в соборе святых Мауритиуса и Катарины в Магдебурге, Германия

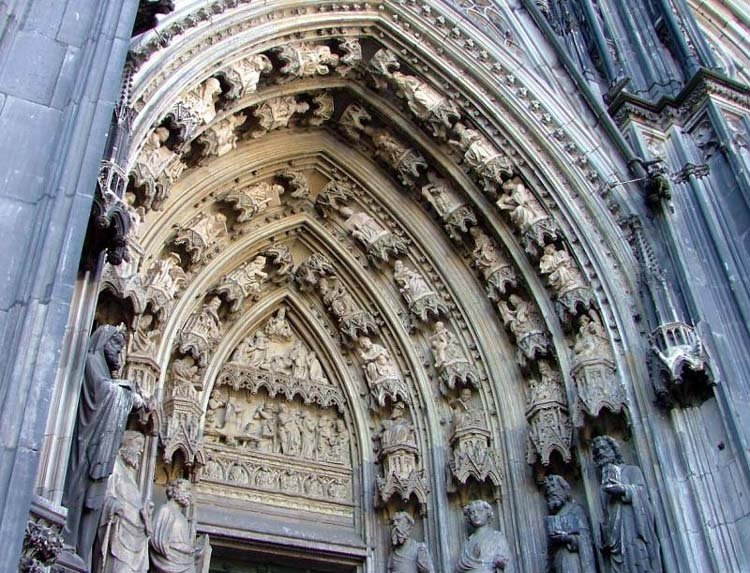
Перспективный портал Кёльнского собора

### Скульптура
Скульптура играла огромную роль в создании образа готического собора. Во Франции она оформляла в основном его наружные стены. Десятки тысяч скульптур, от цоколя до пинаклей, населяют собор зрелой готики.
Взаимоотношение скульптуры и архитектуры в готике иное, чем в романском искусстве. В формальном отношении готическая скульптура гораздо более самостоятельная. Она не подчинена в такой степени плоскости стены и тем более обрамлению, как это было в романский период. В готику активно развивается круглая монументальная пластика. Но при этом готическая скульптура — неотъемлемая часть ансамбля собора, она — часть архитектурной формы, поскольку вместе с архитектурными элементами выражает движение здания ввысь, его тектонический смысл. И, создавая импульсивную светотеневую игру, она в свою очередь оживляет, одухотворяет архитектурные массы и способствует взаимодействию их с воздушной средой.

Скульптура поздней готики испытала большое влияние итальянского искусства. Примерно в 1400 году Клаус Слютер создал ряд значительных скульптурных работ для Филиппа Бургундского, такие как Мадонна фасада церкви погребения Филиппа и фигуры Колодца Пророков (1395—1404) в Шаммоле около Дижона. В Германии хорошо известны работы Тильмана Рименшнайдера (нем. Tilman Riemenschneider), Вита Ствоша (нем. Veit Stoß) и Адама Крафта (нем. Adam Kraft).

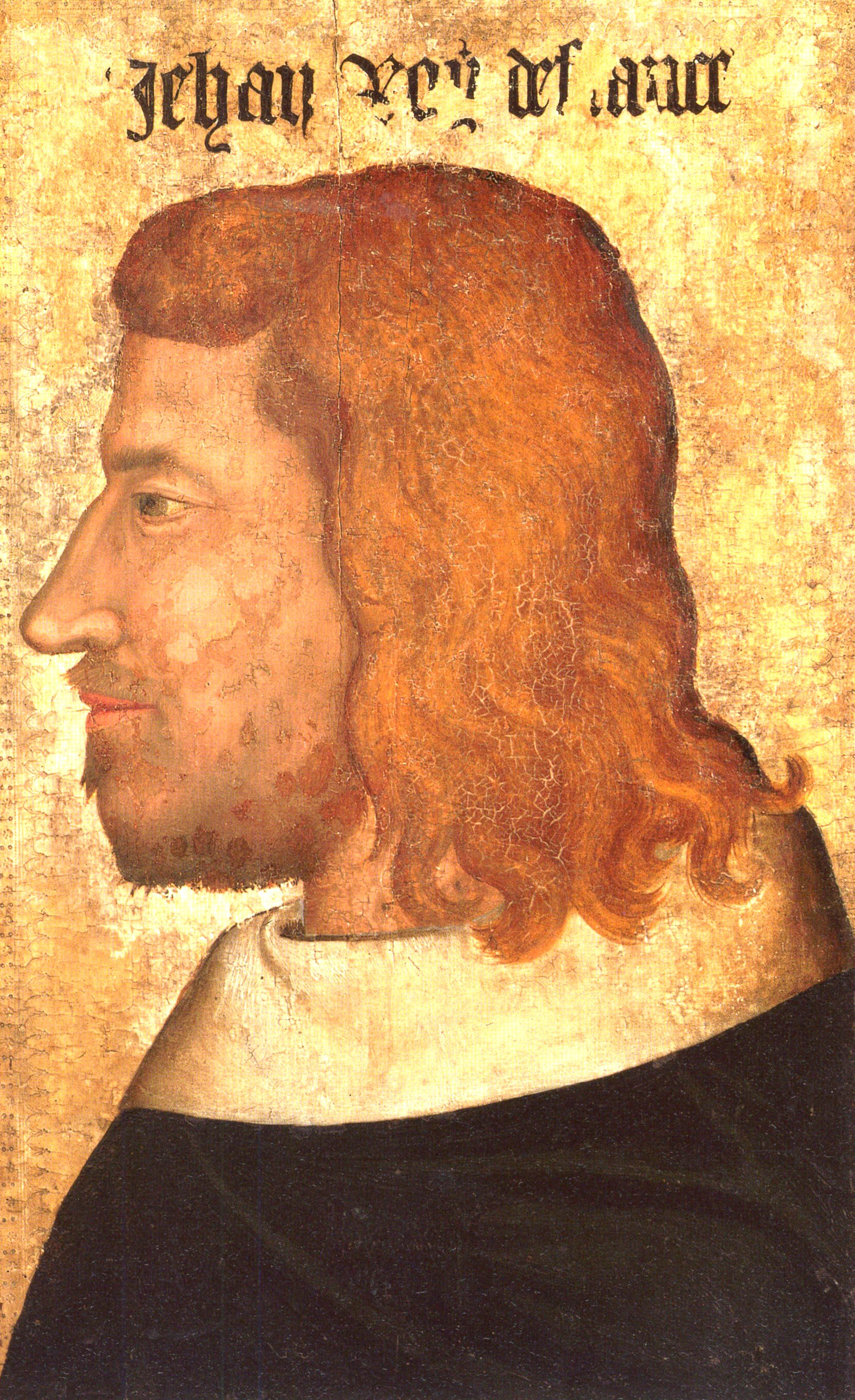
Неизвестный художник. Иоанн Добрый (1359). Один из первых готических портретов, дошедших до наших дней

### Живопись
Готическое направление в живописи развилось спустя несколько десятилетий после появления элементов стиля в архитектуре и скульптуре. В Англии и Франции переход от романского стиля к готическому произошёл около 1200 года, в Германии — в 1220-х годах, а в Италии позднее всего — около 1300 года.
Одним из основных направлений готической живописи стал витраж, который постепенно вытеснил фресковую живопись. Техника витража осталась такой же, как и в предыдущую эпоху, но цветовая палитра стала гораздо богаче и красочней, а сюжеты сложнее — наряду с изображениями религиозных сюжетов появились витражи на бытовые темы. Кроме того в витражах стали использовать не только цветное, но и бесцветное стекло.
На период готики пришёлся расцвет книжной миниатюры. С появлением светской литературы (рыцарские романы и пр.) расширился круг иллюстрированных рукописей, также создавались богато иллюстрированные часословы и псалтыри для домашнего пользования. Художники стали стремиться к более достоверному и детальному воспроизведению натуры. Яркими представителями готической книжной миниатюры являются братья Лимбурги, придворные миниатюристы герцога де Берри, создавшие знаменитый «Великолепный часослов герцога Беррийского» (около 1411—1416). Ярким представителем книжной миниатюры конца XV — начала XVI века был Робине Тестар, работавший при дворе графов Агулемских.
Развивается жанр портрета — вместо условно-отвлечённого изображения модели художник создаёт образ, наделённый индивидуальными, присущими конкретному человеку чертами. Примером может служить творчество Мастера графини Уорик и его «Портрет Эдварда Виндзора, 3-го барона Виндзора, его жены, Кэтрин де Вер, и их семьи», демонстрирующий повседневную жизнь английской провинциальной аристократии.
Завершается почти тысячелетнее господство византийских канонов в изобразительном искусстве. Джотто в цикле фресок Капеллы Скровеньи изображает людей в профиль, помещает на первом плане фигуры спиной к зрителю, нарушая табу византийской живописи на любой ракурс кроме фронтального. Он заставляет своих героев жестикулировать, создаёт пространство, в котором движется человек. Новаторство Джотто проявляется и в его обращении к человеческим эмоциям.
С последней четверти XIV века в изобразительном искусстве Европы господствует стиль, названный позднее интернациональной готикой. Этот период явился переходным к живописи Проторенессанса.

## Декоративно-прикладное искусство

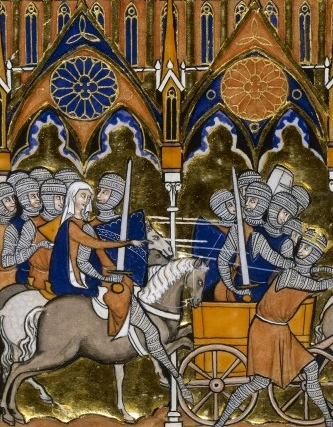
Поход Деборы и Барака на Ханаан. Миниатюра из Псалтыри Людовика Святого. XIII в.

Эпоха позднего Средневековья характеризуется расцветом городской культуры, развитием торговли, ремёсел. С середины XIII века начинается строительство зданий светского назначения — городских ратуш, рынков, цеховых домов, а также роскошных замков знати. Все элементы экстерьера и интерьера сооружений подчинялись готической архитектурной форме. Одним из крупнейших европейских замков эпохи является Авиньонский папский дворец (1334—1364). Как и другие интерьеры Средневековья, убранство Папского дворца сохранилось лишь частично. Примечательны «шпалерные» росписи стен, изображающие сцены охоты и рыбной ловли, выполненные под руководством Маттео Джованетти.
Пришедшее через мусульманский Восток художественное ткачество получило вначале развитие в Скандинавии и Германии. Здесь шпалера не только украшала интерьер, но и выполняла функции защиты от сквозняков, утепления помещения. С конца XIV века производство шпалер в Европе стало важнейшей отраслью художественного ремесла. Возникают крупные мануфактуры в Париже, позднее в Аррасе. Одним из выдающихся произведений позднего Средневековья, сравнимым с лучшими образцами фресковой живописи, является серия шпалер на сюжеты Апокалипсиса, так называемый Анжерский апокалипсис (1370—1375), созданная по заказу Людовика I Анжуйского. Подготовительные рисунки были выполнены миниатюристом Эннекеном из Брюгге. Образцом послужили миниатюры X века из «Комментария к Апокалипсису» Беатуса из Льебаны. Работу выполнили парижские мастера под руководством ткача Карла V Никола Батая. Шпалеры сохраняют плоскостное изображение, подчёркнутую двухмерность пространства миниатюр «Комментария». Тема противоборства человека и сил зла по сравнению с первоисточником решена в более мажорном ключе, с ярко выраженной фольклорной основой.
В XIII столетии традиции готики находят своё отражение в искусстве книжной миниатюры парижской школы, наиболее известным образцом которой является иллюминированная Псалтырь Людовика Святого.

## Мебель
Дрессуар — посудный шкаф, изделие мебели поздней готики. Нередко покрывался росписью.
Мебель эпохи готики простая и тяжеловесная в прямом смысле этого слова. К примеру, одежду и предметы быта впервые начинают хранить в шкафах (в античности для этих целей использовали исключительно сундук). Таким образом, к концу эпохи Средневековья появляются прототипы основных современных предметов мебели: шкафа, кровати, кресла.
Одним из наиболее распространённых приёмов изготовления мебели была рамочно-филёнчатая вязка. В качестве материала на севере и западе Европы использовали преимущественно местные породы древесины — дуб, орех, а на юге (Тироль) и на востоке — ель и сосну, а также лиственницу, европейский кедр, можжевельник.

## Мода
Эпоха Крестовых походов совершила переворот в оружейном деле. Европейцы познакомились на Востоке с лёгкой и ковкой сталью.
Тяжёлые кольчуги вытесняются новым типом доспехов: соединённые шарнирами куски металла способны покрыть поверхность сложного очертания и оставить достаточную свободу движения. Конструкция новых доспехов повлекла за собой появление новых форм европейской одежды. В это время были созданы почти все известные ныне способы кроя. Готическая мода, в отличие от предшествующей свободной «рубашкообразной» романской, проявилась в сложном и облегающем покрое одежды. Вершины своего развития готический костюм достигает в конце XIV—XV вв., когда по всей Европе распространилась мода, созданная при Бургундском дворе. В XIV веке укорачивается мужское платье: теперь длинные одежды носят только пожилые люди, врачи, судейские. Облегающая куртка (с конца XIV века упелянд), узкие шоссы, короткий плащ — одежда воплощает эстетический идеал эпохи — образ стройного молодого человека, галантного кавалера. В женской одежде происходит отделение юбки от лифа. Ширина юбки увеличивается дополнительными вставками ткани. Верхняя часть костюма — узкий лиф с узкими длинными рукавами, треугольным вырезом на груди и спине. Корпус женщины отклонён назад, образуя S-образный силуэт, получивший название «готической кривой».
Подобно архитектуре того периода готическая одежда получила вертикальную направленность: отвесные концы верхних рукавов, острые манжеты, пахи, сложные каркасные головные уборы, вытянутые кверху (атуры) и остроносые ботинки эту тенденцию подчёркивали. Наиболее популярным и дорогим цветом был жёлтый, считавшийся мужским.

## Восприятие и влияние готики
Готика стала одним из источников вдохновения основоположников Возрождения в Италии — Брунеллески и Донателло. В Центральной Европе готические сооружения строились вплоть до XVII века, а затем готические архитектурные принципы вплелись в сложившийся здесь вариант архитектуры барокко.
Отношение ни к одному из художественных стилей прошлого не было так переменчиво, как к готике. Начиная с эпохи Ренессанса, готика воспринималась как символ всего тёмного и отсталого. Готическое искусство казалось искусственным, оторванным от природы. Так, Джорджо Вазари писал:

В этих постройках, которых так много, что мир ими зачумлён, двери украшены колоннами тонкими и скрученными наподобие винта, которые никак не могут нести нагрузку, какой бы лёгкой она ни была. Точно так же на всех фасадах и других украшениях они водружали чёрт знает какие табернаклишки один на другой со столькими пирамидами, шпилями и листьями, что они не только устоять не могут, но кажется невероятным, чтобы они могли что-нибудь нести, и такой у них вид, будто они из бумаги, а не из камня или мрамора. И в работах этих устраивали они столько выступов, разрывов, консолей и завитушек, что лишали свои вещи всякой соразмерности, и часто, нагромождая одно на другое, они достигали такой высоты, что верх двери касался у них крыши. Манера эта была изобретена готами, ибо после того, как были разрушены древние постройки и войны погубили и архитекторов, то оставшиеся в живых стали строить в этой манере, выводя своды на стрельчатых арках и заполняя всю Италию чёрт знает какими сооружениями, а так как таких больше не строят, то и манера их вовсе вышла из употребления. Упаси боже любую страну от одной мысли о работах подобного рода, столь бесформенных по сравнению с красотой наших построек, что и не заслуживают того, чтобы говорить о них больше, чем сказано.

Но уже в XVII веке, в противоположность суждению Мольера о готических соборах как «чудовищах», «следах невежественных лет», Винсен Саблон высказывает совершенно иную точку зрения в своей поэме о Шартрском соборе, воспев в ней творчество готических архитекторов.
Резкий перелом в отношении к готике произошёл в XVIII и особенно в XIX веках. Он был связан с борьбой классицистических и рационалистических теорий XVIII века с зарождавшимся романтизмом. В этот период в Европе усилился интерес к Средневековью и его художественной культуре. Готическая эстетика возникла в середине XVIII века в Англии как реакция на рационализм и эмпиризм века Просвещения (смотри статью Готическое направление в искусстве Нового времени). Готика воспринималась в ореоле романтической фантазии и таинственности. Произошло поэтическое и философское осмысление средневековой художественной культуры.

## Неоготика

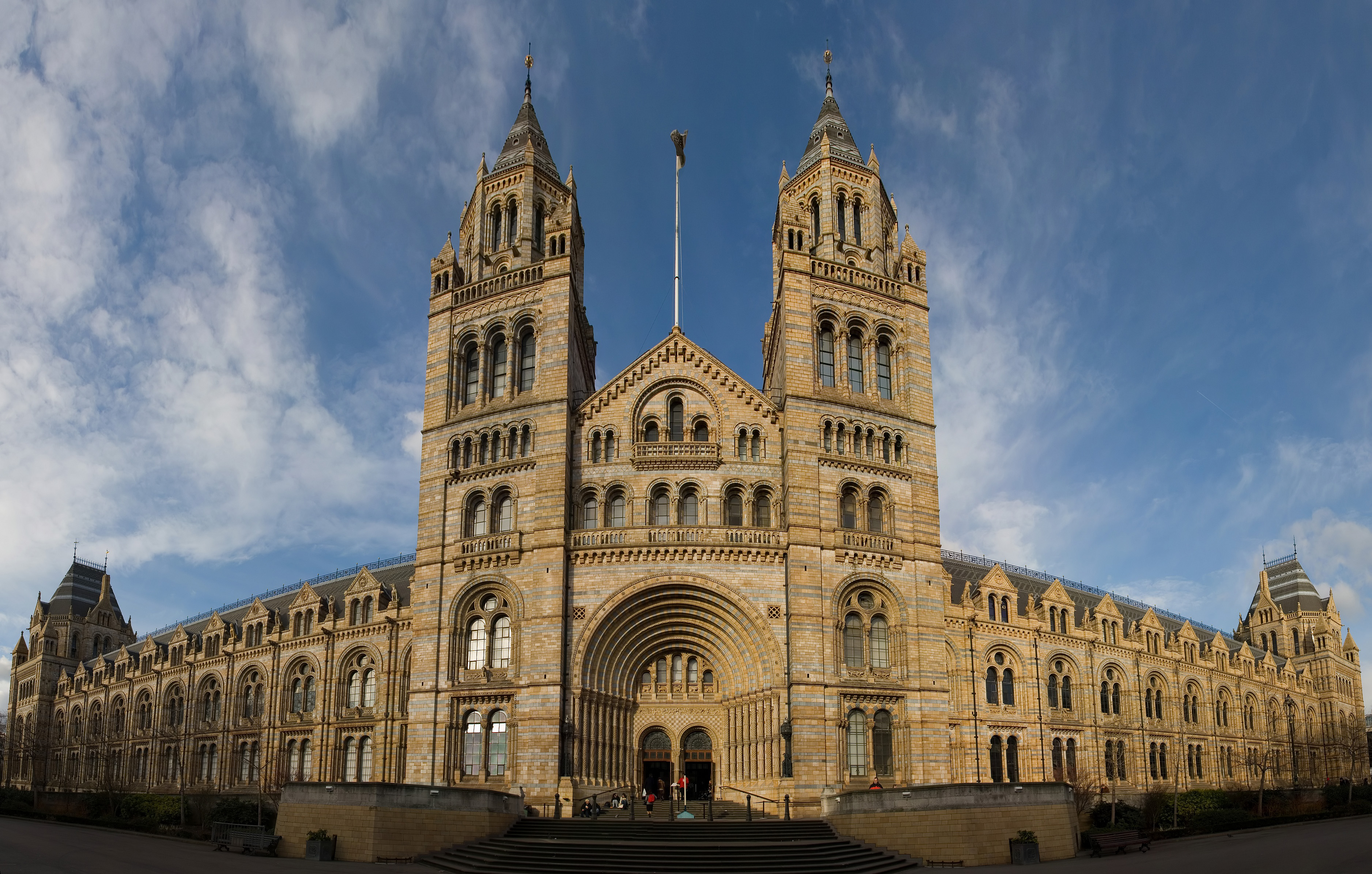
Британский музей естественной истории

Неоготика (англ. Gothic Revival — «возрождение готики») — художественный стиль XVIII и XIX вв., заимствующий формы и традиции готики. Неоготика зародилась в Великобритании, но получила распространение также и в континентальной Европе, и даже в Америке.
Иногда элементы неоготики самым причудливым образом переплетались с новейшими для того времени технологиями, например, устои Бруклинского моста в Нью-Йорке имели арки в форме готических окон. Самый выдающийся образец неоготики — здание Британского парламента в Лондоне. В США следует отметить неоготический собор Святого Патрика в Нью-Йорке.

## Готика в России

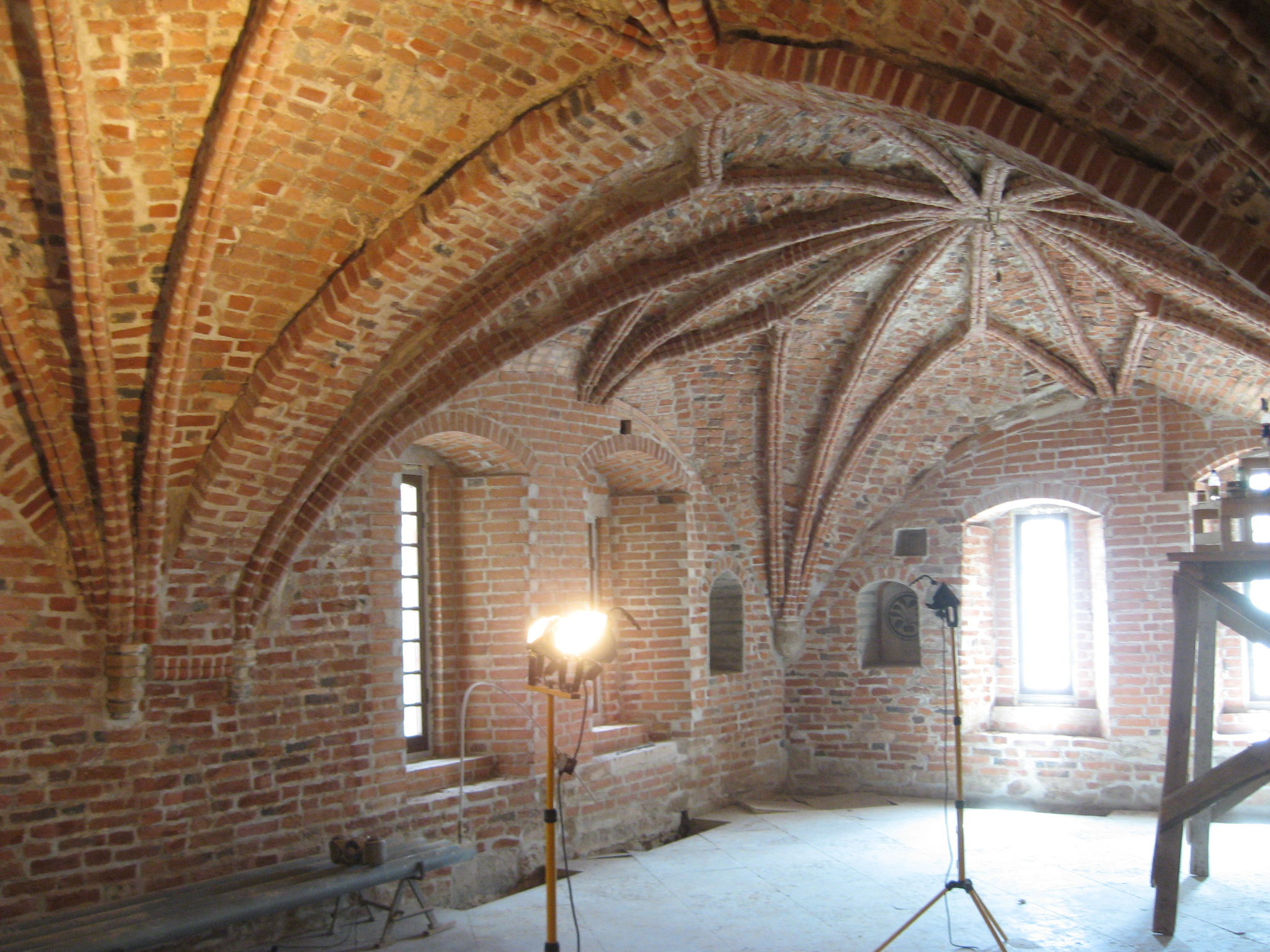
Главный зал Владычной палаты.

Уникальный пример готических построек на территории Руси — Грановитая палата 1433 года и, вероятно, звонница Софийского собора (1439) Великого Новгорода, связанного в Средневековье с Западной Европой. Звонница неоднократно перестраивалась в XVI—XX веках.
В Средние века в России, находившейся в сфере влияния византийской цивилизации, готика практически была неизвестна. Определённое сходство с европейской готикой можно заметить в архитектуре стен и башен Московского кремля, построенного по проекту итальянских архитекторов.
Готическая архитектура проникла в Россию только в эпоху неоготики, то есть в конце XVIII века. Появление неоготики в России связано с именем архитектора Юрия Матвеевича Фельтена. В Санкт-Петербурге (Московский район) по его проекту были выстроены неоготические Чесменский дворец (1774—1777) и Чесменская церковь (1777—1780).
Неоготический стиль ярко проявился в императорской резиденции в Царицыно (1776—1796) в Москве — наиболее выдающемся памятнике «русской готики» и самом крупном псевдоготическом комплексе в Европе. Ансамбль из нескольких зданий и строений возводился по проекту архитектора Василия Баженова; после его отстранения — по проекту Матвея Казакова (Большой дворец). По замыслам зодчих, рядом с типичными для европейской готики элементами соседствуют также элементы, типичные для русской барочной архитектуры и ведущего в то время направления — классицизма. Резиденция состоит из Большого дворца (построен в 1786—1796 годах), «Оперного дома», «Хлебного дома» и других строений. Императрица Екатерина II, по заказу которой возводилась резиденция, сочла баженовский вариант резиденции слишком мрачным («Это не дворец, а тюрьма!»); перестройка растянулась на долгие годы и остановилась после смерти императрицы. В настоящее время этот дворцовый комплекс восстановлен и реконструирован.
Одним из типичных образцов неоготики в Москве можно считать Римско-католический собор Непорочного зачатия Девы Марии, построенный в 1901—1911 годах. Собственный дом архитектора Фёдора Шехтеля в Ермолаевском переулке (1896 год) — яркий пример неоготики. Дом украшен островерхими башенками и витражами (сохранились).

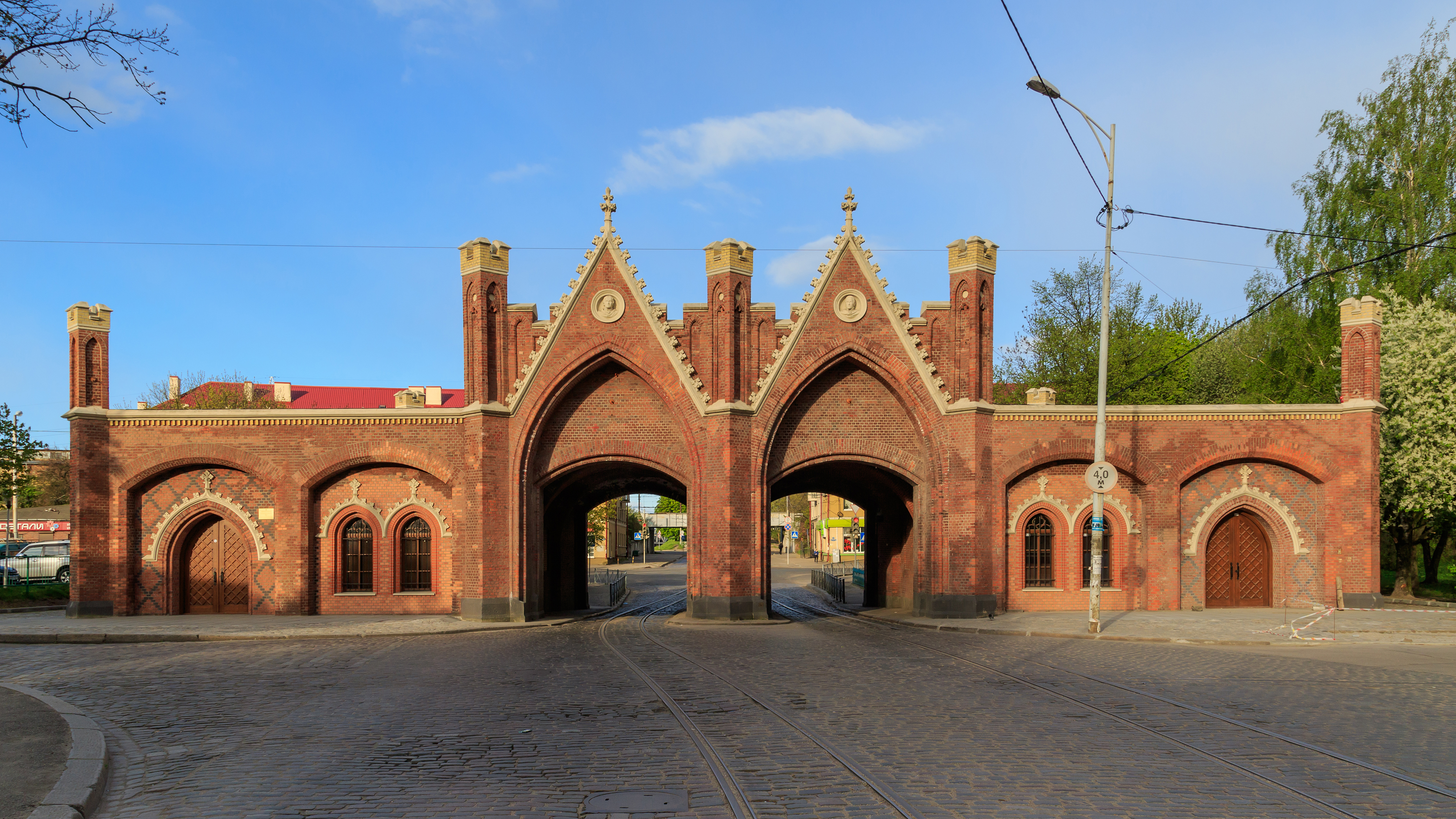
Бранденбургские ворота в Калининграде, неоготика

Ряд культовых сооружений, построенных в стиле неоготики имеется в Поволжье и в восточной части России. В частности, в этом стиле выстроены католический храм Святого сердца Иисуса в Самаре (1906), собор Успения Пресвятой Девы Марии в Иркутске (1881—1884) и др.
Образцы средневековой готики на территории России можно увидеть в Калининградской области (бывшая Восточная Пруссия). Здесь сохранилось около двадцати замков (см. Замки Калининградской области) и большое количество церквей (см. Кирхи Калининградской области), но большинство из них — в разрушенном состоянии. В самом Калининграде отреставрирован фактически «с нуля» средневековый Кафедральный собор и большое количество неоготических памятников (15 городских ворот, церкви).
Сохранилось небольшое количество зданий и в Ленинградской области. Больше всего их можно найти в Выборге: Дом купеческой гильдии Святого Духа, Усадьба бюргера, Гильдейский дом, дом горожанина, здание банка на Рыночной площади, здание рынка, костёл Гиацинта (XVI век) в Старом городе, но самое главное — единственный в России (если не считать Калининградской области) средневековый Выборгский замок, заложенный шведами в 1293 году. Неоготический кафедральный собор не сохранился до наших дней. Он был частично разрушен в 1944 году и окончательно снесён в 1950-х годах. Идея постройки собора заново, по старым чертежам, поддержки не получила. В городе Приморске сохранилось здание лютеранской церкви Марии Магдалины (начало XX века).
Водонапорная башня в городе Инте Республики Коми была построена в готическом стиле (1955 год). Архитектором был шведский политзаключённый Артур Тамвелиус.

## Готика в Польше

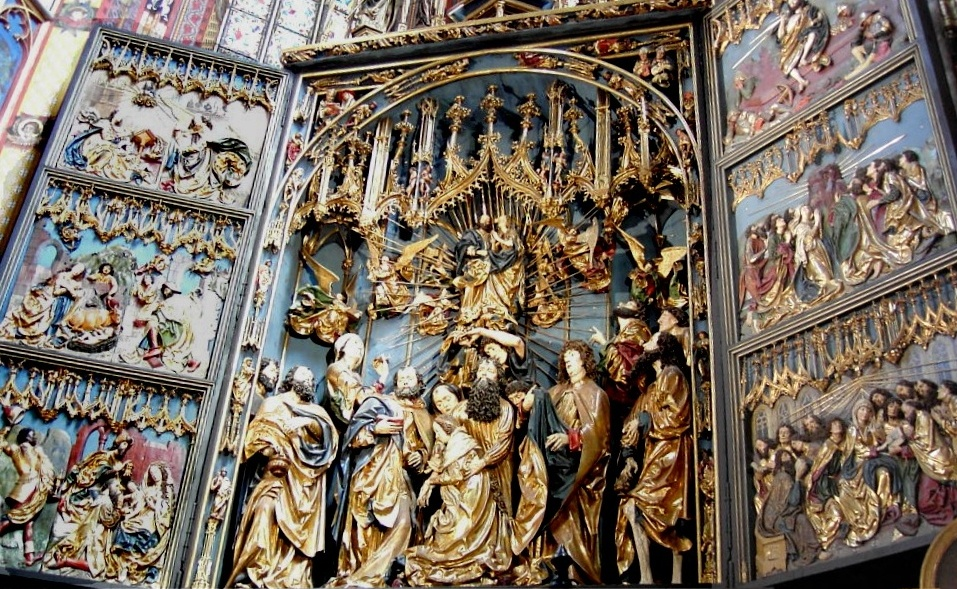
Готический алтарь Мариацкого костёла в Кракове

Готический стиль распространился в Польше на протяжении XIV—XV веков. На юге, в районе Кракова, доминировала готика французского типа. Немецкая готика распространилась на Западе и Севере Польши. Значительное распространение готического искусства имело в городах немецких колонистов. Тевтонские рыцари, большие магистры которых часто были профессиональными строителями, переняли тот специфический стиль готической архитектуры зажиточных городов Ганзы. Некоторые из этих сооружений, церковь Матери Божьей в Данциге (1345—1503) и самое значительное кирпичное сооружение — дворец больших магистров в Мариенбурге (1276—1335), оказали большое влияние на строительство в Северо-восточной Польше. Своё влияние оказало и чешское готическое искусство, представленное учениками Петра Парлержа. Поздний готический стиль расцветёт в Польше лишь в XV веке.
Некоторые отдельные направления готического искусства, такие как кирпичная готика, получили широкое применение в северных областях Польши и оттуда распространялись на территорию Германии и Прибалтики.
Самыми давними скульптурными достопримечательностями Польши является отделка романских церквей, в частности бронзовые врата собора в Гнезно (1129—1137) и двери собора в Плоцке. Готические скульптурные достопримечательности датируются XIV—XV ст. Самые известные из них — статуи князей династии Пястив, которые сохранились во Вроцлаве, Ополе, Кресобоже, Любуше и Кракове.
Из середины XIV века значительного развития в Польше приобрёл резчик. До наших времён сохранилось несколько хороших образцов резных деревянных алтарей (алтарь Вита Ствоша в Кракове). В Мариацком костёле (Мариенкирхе) алтарь является крупнейшим готическим резным алтарём в мире (высота — 13 м, ширина — 11 м, высота фигур до 2,80 м).
К лучшим образцам живописи принадлежат миниатюры и орнаменты в манускрипте, который содержит житие св. Ядвиги, созданные Николаем Пруссом (в 1353 г.). Богемское искусство миниатюры, которое было сочетанием французской и итальянской традиций с оригинальными чешскими элементами, достигло Польши лишь в XV столетии.

## Готика на Украине

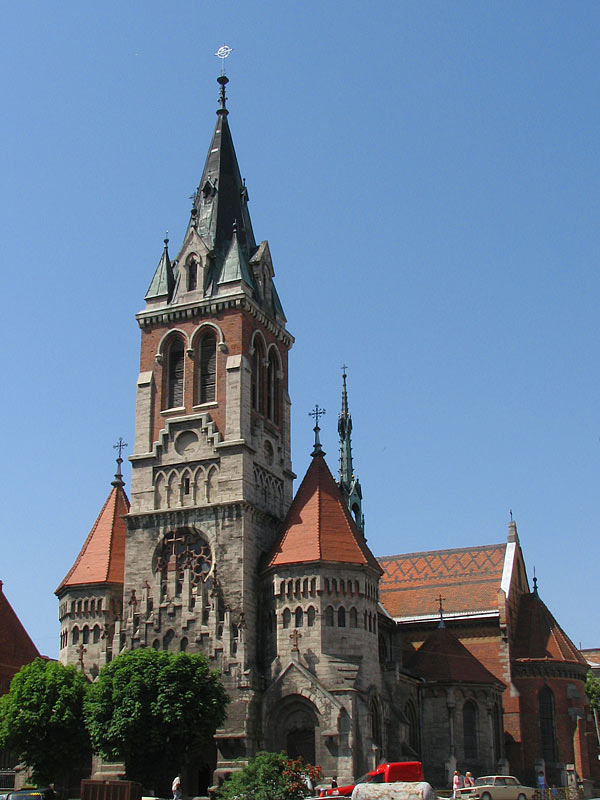
Костёл Св. Станислава в городе Чортков.

Один из наиболее интересных периодов истории архитектуры Украины — конец XIV — первая половина XV века. На западных землях, которые меньше других потерпели от монголо-татарского нашествия, тогда растут города, развиваются ремёсла и торговля. В украинские города прибывают многие поселенцы, преимущественно немцы, которые принесли в искусство, а в частности в архитектуру, новые стилевые формы. Среди культовых сооружений преобладали католические костёлы. Решающую роль в формировании нового стиля сыграл Львовский кафедральный костёл. Строительство Латинского костёла начал львовский архитектор П. Штехер в 1360 году, продолжали работы И. Гром и А. Рабиш, закончил строительство в 1479 году Г. Штехер.
Готическую вертикальность здания усиливает высокий щипец крыши. Башня на главном фасаде имеет барочное завершение и расположена асимметрично, так как вторая колокольня осталась недостроенной. В интерьере высокие пучковые колонны поддерживают стрельчатые арки и свод с готическими нервюрами; стены и свод покрыты фресками. В интерьере и внешнем декоре здания сохранилось множество произведений мемориальной скульптуры.
В центре города Чортков Тернопольской области расположен островерхий костёл святого Станислава, построенный в 1731 году как главный храм монастыря кармелитов. Монастырь в настоящее время не действует, а костёл перестроили в начале XX столетия в неоготическом стиле.
Также в Харькове находится Собор Успения Пресвятой Девы Марии.
Расцвет кафедральной готики на Украине приходится на времена правления короля Владислава II Ягайло (1386—1434).